# Roman Pertl
Roman Pertl (geb. 1988 in Wildeshausen, Niedersachsen) ist ein deutscher Schauspieler und Kulturmanager.

## Leben
Pertl studierte Schauspiel von 2010 bis 2014 an der Folkwang Universität der Künste in Essen und Bochum. Schon während seiner Studienzeit wirkte er am Schauspiel Bochum in der Stückentwicklung Kinder der Revolution (Regie: Nuran David Calis) mit. 
In der zweisprachigen Uraufführung Irgendwo müsste es schön sein (Text: Moritz Rinke, Mario Salazar; Regie: Johannes Klaus, Katrin Lindner) wirkte Pertl in Bochum und Palästina mit. Das Stück ist eine Zusammenarbeit der Folkwang Universität der Künste mit der Drama Academy Ramallah.
Sein erstes Festengagement hatte er von 2014 bis 2017 am Hessischen Landestheater Marburg. 2017 wurde er als Ensemblemitglied ans Staatstheater Augsburg verpflichtet. 2020 wechselte Pertl an das Institut für Theatrale Zukunftsforschung in Tübingen.
Von 2020 bis 2023 absolvierte Pertl einen berufsbegleitenden Master in Kulturmanagement am Institut für Kultur- und Medienmanagement in Hamburg. Darauf folgend wurde er 2023 Leiter der Kommunikation und stellvertretender Intendant am ITZ im Tübinger Zimmertheater. 2024 wurde er kaufmännischer Leiter des Tübinger Stadttheaters.
Aufgrund der Sparpläne der Stadt Tübingen für das Theater ab 2026 kündigten der geschäftsführende Intendant Peer Mia Ripberger und Pertl ihre Verträge zum Ende der Spielzeit 24/25.

## Rollen (Auswahl)
- 2014: Woyzeck; als Woyzeck; Regie: Mathias Faltz; Hessisches Landestheater Marburg
- 2015: Die Agonie und Ekstase des Steve Jobs; als Mike (HR); Regie: Tabea Schattmaier; Hessisches Landestheater Marburg
- 2015: Früchte des Zorns; als Tom; Regie: Markus Heinzelmann; Hessisches Landestheater Marburg
- 2015: Paradies Hungern (UA); als Ben; Regie: Fanny Brunner; Hessisches Landestheater Marburg
- 2015: Die Ereignisse; als Der Junge; Regie: Lilli-Hannah Hoepner; Hessisches Landestheater Marburg
- 2015: Frühlings Erwachen; als Moritz Stiefel; Regie: Annette Müller; Hessisches Landestheater Marburg
- 2015: Die Ballade vom Nadelbaumkiller; als Rudolph; Regie: Dominique Schnitzer; Hessisches Landestheater Marburg
- 2015: Das Leben des Galilei;als Sagredo/diverse; Regie: Stephan Suschke; Hessisches Landestheater Marburg
- 2016: Romeo und Julia; als Romeo; Regie: Matthias Faltz; Hessisches Landestheater Marburg
- 2016: Atmen; als Er; Regie: Lilli-Hannah Hoepner; Hessisches Landestheater Marburg
- 2017: paradies fluten (verirrte Sinfonie); Regie: Nicole Schneiderbauer; Theater Augsburg